# Publication périodique
Pour les articles homonymes, voir Périodique.
 (juillet 2024).
 (juin 2020).
Si vous disposez d'ouvrages ou d'articles de référence ou si vous connaissez des sites web de qualité traitant du thème abordé ici, merci de compléter l'article en donnant les références utiles à sa vérifiabilité et en les liant à la section « Notes et références ».
Une publication périodique (en anglais periodical publication ou periodical literature), ou simplement un périodique, est une publication paraissant à intervalles réguliers. 
Les magazines et les revues sont deux catégories de titres de presse qui en font partie. Le terme publication périodique est généralement utilisé pour regrouper sous une même appellation, journaux, magazines, revues spécialisées, scientifiques ou professionnelles, qui ont ce mode de parution.
« Un périodique est aussi une publication collective, à titre légal, qui paraît à intervalles réguliers fixés à l’avance, pendant un temps non limité et dont les fascicules s’enchaînent chronologiquement les uns aux autres pour constituer en fin d’année un ou plusieurs volumes qui prennent leur rang dans une série continue. »

## Modes de diffusion

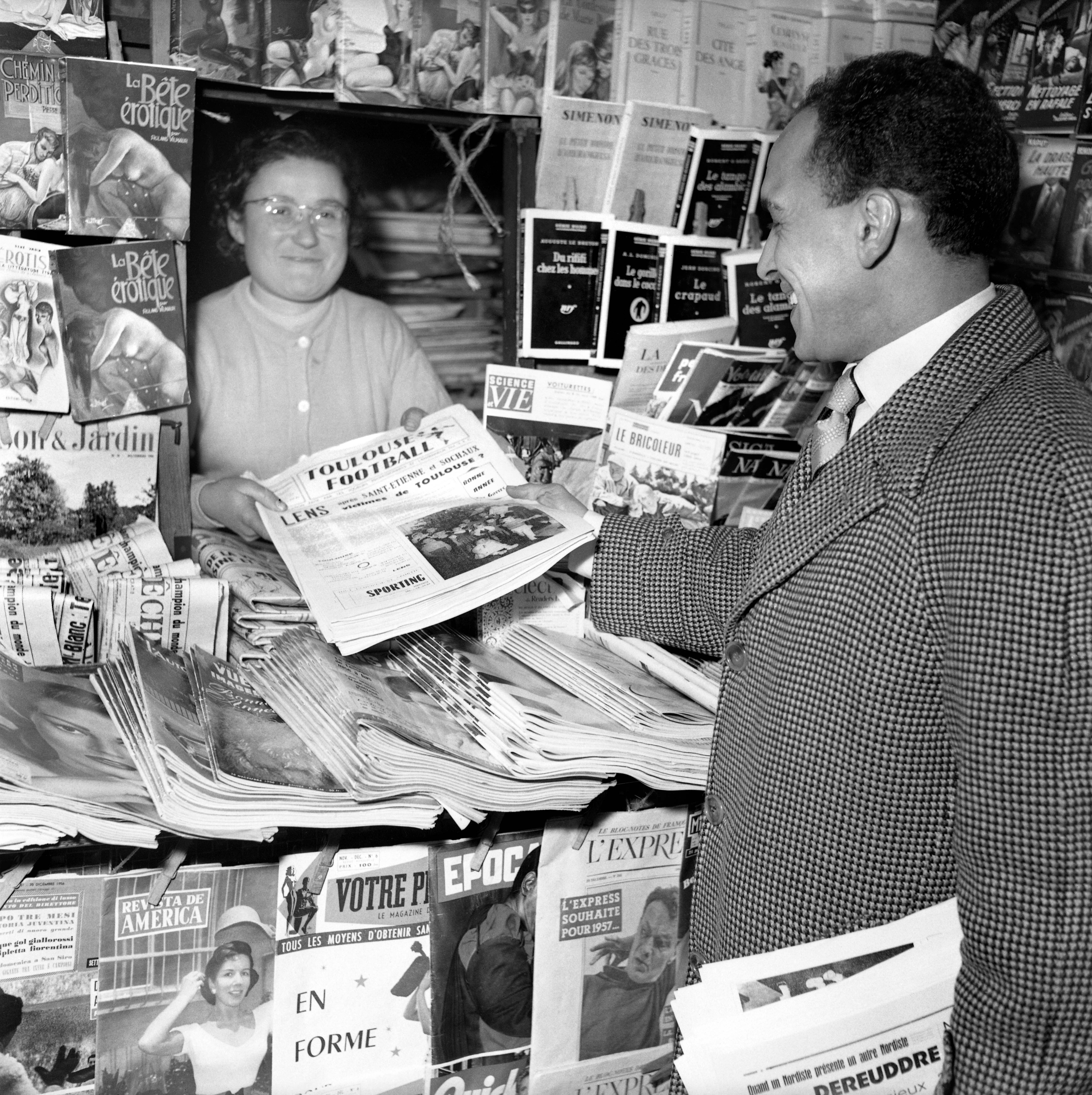
Un kiosque à journaux à Toulouse (France) en 1957.

Le type de périodiques actuels tels que nous le connaissons a tout au plus trois siècles. L'imprimerie elle-même (Gutenberg) date du XVe siècle. 
La diffusion des périodiques imprimés a été généralement assurée par la distribution (acheminement) des exemplaires papier, mis à disposition en kiosque ou en librairie, ou encore dans le cas des abonnement en particulier, par portage, livraison directe à l'adresse choisie par le lecteur.
Ces métiers de l'impression et de la distribution des journaux ont été bouleversés par l'introduction du mode de diffusion via internet des publications électroniques. Par extension, le terme publication périodique désigne aussi de nos jours les publications électroniques consultables via Internet, dont  les versions en ligne des titres de presse disponibles aussi en version papier.

## Publications scientifiques
Le périodique est l’outil privilégié de publications pour la communauté scientifique, pour publier les résultats de recherches. Toutefois, ce n’est que dans les soixante-dix dernières années qu’il dépasse les publications de livre pour cette communauté d’usagers.
Dans le domaine de la médecine, par exemple, on retrouve énormément de publications périodiques. Des bases de données, comme MEDLINE, contiennent une manne d’informations sur différents sujets liés à la santé. L’on retrouve dans ces bases de données souvent des informations cruciales pour les professionnels du milieu de la santé. L’information est vitale tout autant que leur accès, car les informations qu’elles renferment, parfois sauvent des vies, évitent des procédures coûteuses dispensent de traitements fastidieux, etc. Voilà pourquoi la publication de ses périodiques doit se faire sans délai et l’accès aux pairs s’avérer décisif. L’avènement des technologies et d’internet contribue à développer l'accessibilité aux ressources pour le domaine bio médical, mais aussi pour tous les autres. Le fait de pouvoir consulter des articles périodiques grâce à une connexion VPN ou un proxy au lieu d’aller en bibliothèque et faire une recherche dans l’index d’un périodique, permet accélérer le processus informationnel, le processus de la recherche, ainsi que la formation.

## Périodiques électroniques
Le terme de périodique électronique est utilisé pour nommer ce type de publication, bien qu'en fait il s'agisse d'une édition numérique. Il y a de nombreuses façons d'accéder à ce type de publications sur Internet. La plupart du temps, il existe une version spécialement conçue pour le Web que les lecteurs peuvent télécharger sur leur ordinateur via un abonnement, payant ou non. Elle est alors envoyée directement à l'abonné le jour de sa parution. Il peut également être possible également d'y accéder gratuitement en bénéficiant d'une autorisation spéciale comme membre d'une association, étudiant ou professeur. C'est parfois le cas pour les revues scientifiques. Il existe également des applications téléchargeables sur les tablettes et smartphones. Celles-ci donnent accès au contenu de ces périodiques via un format différent afin d'assurer une meilleure lisibilité sur ce type d'appareil. Il existe également des médiathèques, publiques ou privées, qui permettent à leurs utilisateurs de les consulter librement et gratuitement.
De nombreux périodiques n'existent aujourd'hui qu'en version électronique : ce sont les « tout en ligne » (pure players).
Tel que mentionné précédemment, le périodique électronique, accessible par le biais d’une base de données ou d’une bibliothèque numérique, rend disponible l’information à un plus grand nombre d’usagers et usagères. Le lien entre l’information et la technologie est indissociable. Le périodique électronique, le besoin d’information, marie la technologie et l’accessibilité. Il sert d’exemple pour deux arguments de Lankès, dans son ouvrage: Exigeons de meilleures bibliothèques. En effet, les bases de données dans lesquelles se trouvent les périodiques, en général, font partie d’un lot. Ainsi les bibliothèques ont plus d’information à prix moindre. La quantité d’information retenue dans ses bases sont beaucoup trop dispendieuses pour l’usage d’un seul individu.
Quant à leur contenant, depuis leur apparition certaines normes de présentation ont été adoptées pour en faciliter la classification. Par exemple, un périodique électronique doit contenir un résumé et ce minimalement dans la langue originale de la publication, sinon dans plusieurs langues dites internationales. Ce critère est d’autant plus important pour les professionnels de l’information à qui revient le devoir de classification et d’organisation de l’information.

## Périodicité
Des termes différents désignent les périodiques différents selon leur périodicité de parution :
- un journal, ou quotidien, paraît tous les jours ou presque tous les jours (certains ne paraissent pas le dimanche, par exemple) ; soit 365 fois par année, si tous les jours ;
- un bihebdomadaire paraît deux fois par semaine ; 104 fois par année, 2 fois par semaine ;
- un hebdomadaire paraît une fois par semaine ; 52 fois par année, à toutes les semaines ;
- un quinzomadaire paraît toutes les deux semaines ; 26 fois par année, à toutes les 2 semaines ;
- un bimensuel paraît deux fois par mois ; 24 fois par année, à toutes les 15 jours ;
- un mensuel paraît une fois par mois ; 12 fois par année, à tous les mois ;
- un sesquimestriel (ou semi-trimestriel)[9] parait un nombre entier de fois par année (demi-entier de mois) ; 8 fois par année, à tous les 1,5 mois ;
- un bimestriel paraît tous les deux mois ; 6 fois par année, aux 2 mois ;
- un trimestriel paraît tous les trois mois ; 4 fois par année, aux 3 mois ;
- un quadrimestriel paraît tous les quatre mois ; 3 fois par année, aux 4 mois ;
- un semestriel paraît tous les six mois ; 2 fois par année, aux 6 mois ;
- un annuel paraît une fois par an ; 1 fois par année, aux 12 mois ;
- un bisannuel paraît une fois tous les deux ans ;

D'autres périodicités sont possibles :
- Quinquamestriel, 2,4 fois par année, aux 5 mois ;
- Octomestriel, 1 à 2 fois par année, aux 8 mois ;
- Hivernal, 1 fois par année, l'hiver ;
- Printanier, 1 fois par année, le printemps ;
- Estival, 1 fois par année, l'été ;
- Automnal, 1 fois par année, l'automne ;
- Novimestriel, à toutes les 0,75 années, aux 9 mois ;
- Quindémestriel, à toutes les 1,25 années, aux 15 mois ;
- Sesquiennal, à tous les 1.5 années, aux 18 mois ;
- Vicemestriel, 1,5 fois par 2 ans, aux 20 mois --> Erreur ? 1,5 fois sur 2 ans = 3 fois en 4 ans = 3fois sur 48 mois = 1 fois par 16 mois. contradiction... ;
- Biennale, à tous les 2 ans ;
- Triennal, à tous les 3 ans ;
- Quadriennale, à tous les 4 ans ;
- Quinquennal, à tous les 5 ans ;
- Sexennal, à tous les 6 ans ;
- Septennal, à tous les 7 ans ;
- Octennal, à tous les 8 ans ;
- Novennal, à tous les 9 ans ;
- Décennal, à tous les 10 ans ;
- Undécennal, à tous les 11 ans ;
- Duodécennal, à tous les 12 ans ;
- Quindécennal, à tous les 15 ans ;
- Vicennal, à tous les 20 ans ;
- Tricennal, à tous les 30 ans ;
- Quadragennal, à tous les 40 ans ;
- Quinquagennal, à tous les 50 ans ;
- Sexagennal, à tous les 60 ans ;
- Septuagennal, à tous les 70 ans ;
- Octogennal, à tous les 80 ans ;
- Nonagennal, à tous les 90 ans ;
- Centennal, à tous les 100 ans ;
- Millennal, à tous les 1000 ans.

### Hebdomadaire
Une publication hebdomadaire paraît une fois par semaine.
Exemples de titres hebdomadaires francophones :

#### Afrique
- Le Cafard libéré ;
- Challenge ;
- Challenges ;
- De Particulier à particulier ;
- La Dépêche ;
- Dimanche ;
- L'Étoile ;
- L'Express ;
- Journal de Morges ;
- Marianne ;
- Le Madawaska ;
- Moustique ;
- Ploum ploum ;
- Le Point ;
- Le Républicain ;
- La Revue du Liban ;
- St. Martin's Week ;
- Vlan ;
- La Vie éco ;
- Le Voyageur.

### Bimensuelle
Une publication bimensuelle paraît deux fois par mois, le plus souvent le premier et le quinze du mois.
Exemples de titres bimensuels :
- Astrapi ;
- Bulletin de psychologie ;
- Foreign Policy ;
- Lalkar ;
- Orientierung ;
- Western Standard ;

### Mensuel
Une publication mensuelle paraît une fois par mois. La plupart des mensuels sont mis en vente en fin de mois ou en tout début de mois.
Exemple de titres mensuels :
- Adventist World ;
- Asahi Camera ;
- Batna Info ;
- Le Chasseur français ;
- Corsica ;
- Desde abajo ;
- Direction Informatique ;
- Les Échos de Pologne ;
- Gael ;
- Hogan Stand ;
- Linus ;
- Mongolia ;
- Skylife ;
- Vanity Fair ;
- What Car? ;
- Zavtra.

Certains titres assimilés aux mensuels ne paraissent pas précisément chaque mois. Ainsi, des titres déclarés « mensuels » peuvent ne paraître que onze ou dix fois par an.
Ces titres peuvent choisir (ou non) de diffuser des numéros dits « doubles » (à pagination augmentée) ou « hors-série » (généralement thématiques, servis aux abonnés ou non), publiés pendant la période estivale, soit un numéro pour deux mois d'été consécutifs.
De façon similaire, d'autres types de publications que les mensuels, par exemple les quotidiens gratuits distribués en France, cessent généralement de paraître pendant une partie de la période estivale.
Hors Aides publiques ou privées, parmi les ressources principales des périodiques (abonnement, vente au numéro, ou publicité), les deux dernières surtout peuvent être des facteurs variables selon la période de l'année, et influer sur le choix de périodicité réelle. 
La baisse des recettes publicitaires est souvent un facteur plus important que la chute des ventes à certaines périodes.
Mais des lettres d'informations dites confidentielles, ou des titres très spécialisés, servis uniquement par abonnement, peuvent aussi interrompre périodiquement leur parution par manque de sujets à publier, lorsque l'activité économique ou institutionnelle du secteur couvert est insuffisante : en période estivale ou en période des fêtes de fin d'année.
Exemples de titres « mensuels » à périodicité « mixte » :
- Création numérique (a cessé de paraître, deux numéros doubles, datés déc.-jan. et juil.-août, un hors-série thématique annuel restant disponible en kiosques en décembre et janvier) ;
- Pixel (a cessé de paraître, même dispositif que Création numérique) ;
- Création numérique / Pixel (issu de la reprise des thèmes des deux titres précédents, dix numéros par an, dont deux bimestriels à pagination identique à celle des mensuels, datés décembre-janvier et juillet-août.

### Bimestrielle
Une publication bimestrielle paraît tous les deux mois.
Exemples de titres bimestriels :
- F1i Magazine ;
- New Left Review ;
- Première ;
- Spirale ;
- Yankee.

### Trimestrielle
Une publication trimestrielle paraît tous les trois mois.
Exemples de titres trimestriels :
- Amazones d'hier, lesbiennes d'aujourd'hui ;
- Film Quarterly ;
- Le Galopin ;
- Marquis Magazine ;
- The Musical Times.

### Quadrimestrielle
Une publication quadrimestrielle paraît tous les quatre mois.
Exemples de titres quadrimestriels :
- Brins d'éternité ;
- Polka Magazine.

### Semestrielle (ou biannuelle)
Une publication semestrielle paraît tous les six mois (soit deux fois par an) ; tandis que biannuelle peut signifier aussi deux fois par an, ou bien tous les deux ans.
Exemple de titres biannuels
- Love ;
- Nouveau Projet

### Autres fréquences de parutions
Il existe aussi des titres à parution annuelle, quadriennale, etc. La Bougie du sapeur ne paraît par exemple que tous les quatre ans, le 29 février des années bissextiles du calendrier grégorien.
Certains titres ont une parution irrégulière, d'autres (appelés one shot) ne paraissent qu'une fois.
Les interruptions temporaires régulières (renouvelées chaque année) caractérisent aussi certaines publications mensuelles. Ces titres alternent, par exemple, la périodicité mensuelle avec, une ou deux fois l'an, une périodicité bimensuelle.